# Sd Kfz 223
Sd.Kfz.223（軽装甲偵察車、leichter Panzerspähwagen Sd.Kfz.223）は、第二次世界大戦でドイツ軍によって使用された4輪の無線装甲車（装輪装甲車）である。1935年から1944年にかけて、550両が生産された。

## 概説
Sd.Kfz.223は、20 mm機関砲搭載の偵察用装甲車 Sd Kfz 222 と並行して、それを小改造した遠距離無線機搭載型として開発された。Sd Kfz 222 同様、Sd Kfz 221 の改良型であり、MG34付きの小砲塔から、一見、Sd Kfz 221 に無線機とアンテナを付けただけに見えるが、装甲車体は 221 よりも大容積な、222 と同様のものが使われている。
小砲塔は Sd Kfz 222 同様オープントップで、上面には手榴弾除けに開閉式の金網カバーを備える。砲塔位置は中心よりだいぶ後ろ寄りで、これは車内の無線機・無線手用スペースのためだった。大型のフレームアンテナは、後方に折り畳むことも可能だった。また、後期にはフレームアンテナに代えて、星形アンテナを装着したものもあったらしい。1942年5月からは、Sd Kfz 222 とともにエンジンが強化され油圧式ブレーキを持つ新型シャーシが使われるようになり、また、車体前面装甲が30 mmに増厚された。
Sd.Kfz.223 は Sd.Kfz.222 とともに軽機甲師団、機甲師団、機械化歩兵師団内の装甲偵察中隊に配備され、遠距離通信任務を担当した。
しかし、4輪装甲車は特に東部戦線などの劣悪な条件下では走破性に難があり、後にはSd Kfz 250系列などの半装軌式無線装甲車に取って代わられた。
Sd.Kfz.223 は Sd.Kfz.222 とともに、中華民国、ブルガリア等にも輸出され、使用された。

## 参考資料
- Peter Chamberlain, Hilary Doyle, 「ENCYCLOPEDIA OF GERMAN TANKS OF WORLD WAR TWO - 月刊モデルグラフィックス別冊・ジャーマンタンクス」、大日本絵画、1986